# Mermessus leoninus
Espèce
Synonymes
- Eperigone leonina Millidge, 1987

Mermessus leoninus est une espèce d'araignées aranéomorphes de la famille des Linyphiidae.

## Distribution
Cette espèce est endémique du District Fédéral au Mexique,. Elle se rencontre à Desierto de los Leones.

## Description
Le mâle holotype mesure 2,2 mm et les femelles de 1,8 à 2,0 mm.

## Étymologie
Son nom d'espèce lui a été donné en référence au lieu de sa découverte, Desierto de los Leones.

## Publication originale
- Millidge, 1987 : The erigonine spiders of North America. Part 8. The genus Eperigone Crosby and Bishop (Araneae, Linyphiidae). American Museum novitates, no 2885, p. 1-75 (texte intégral).